# Fort Tolukko
Fort Tolukko is een voormalig Portugees en Nederlands fort, gelegen op het Indonesische eiland Ternate.

## Beschrijving
Fort Tolukko werd door de Spanjaarden in 1611 op het eiland Ternate gebouwd als Spaans steunpunt van het monopolie op de lucratieve handel in kruidnagelen en om hun macht ten koste van de andere Europese naties uit te breiden. Het fort werd in 1612 door de Nederlanders gerestaureerd, toen zij de macht over dit gebied van de Spanjaarden hadden overgenomen. Er was geen strijd sinds de Spanjaarden het een paar maanden eerder hadden verlaten.
Het fort ligt op de noordoostelijke hoek van het eiland Ternate en is toegankelijk voor toeristen.

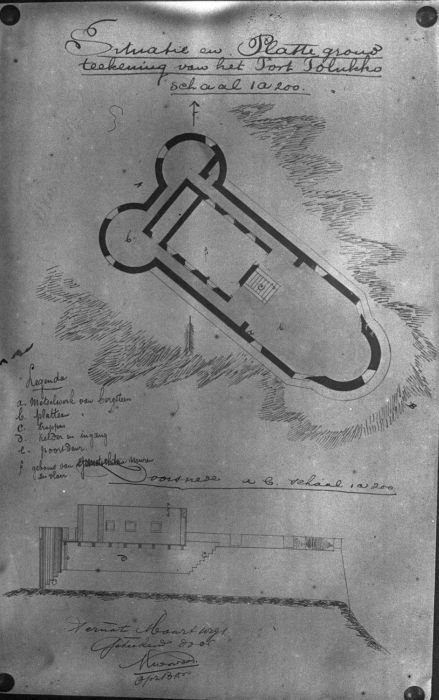
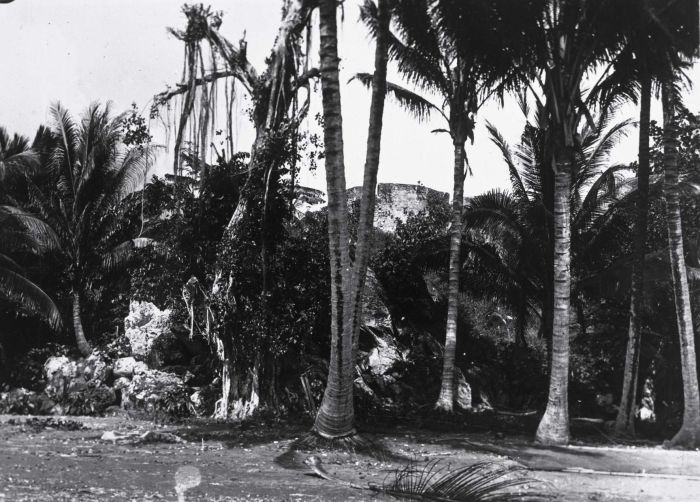
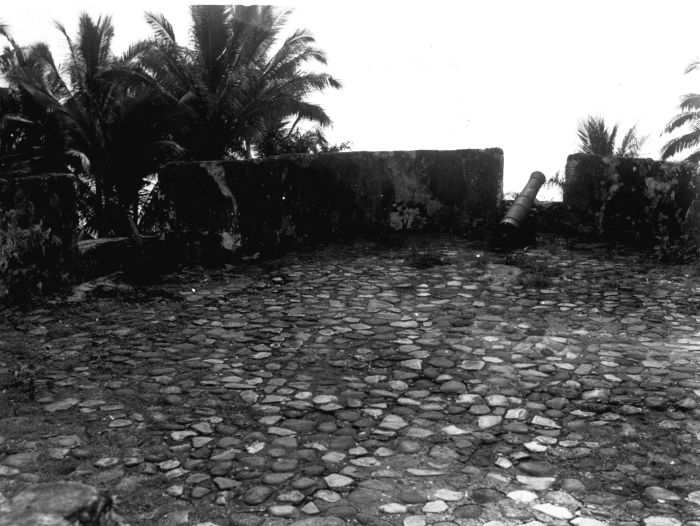
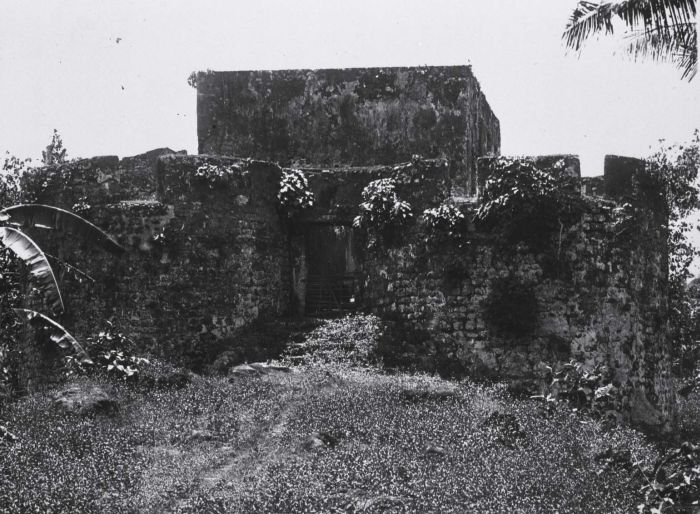